# Bismarckstraße (stacja metra)
Bismarckstraße – stacja metra w Berlinie, w dzielnicy Charlottenburg, w okręgu administracyjnym Charlottenburg-Wilmersdorf na linii U2 i U7. Stacja została otwarta w 1978.